# Legacy of Kain: Soul Reaver 2
Legacy of Kain: Soul Reaver 2 (рус. Наследие Каина: Похититель душ 2) — видеоигра 2001 года, третья часть серии игр Legacy of Kain.

## Сюжет
Сюжет игры начинает разворачиваться с концовки предыдущей части серии: Разиэль схлестнулся с Каином сперва в словесном, а затем и в физическом поединке в зале Хронопласта (англ. Chronoplast time machine), где находился сооруженный, предположительно мастером Мёбиусом, агрегат для быстрых и удобных перемещений в пространстве и времени. В итоге Каин, согласно своему хитроумному плану, ушел в портал, а Разиэль последовал за ним. Однако в планы Каина неожиданно, возможно что только для игрока и Разиэля, вмешивается матёрый интриган и манипулятор Мёбиус. Он перехватывает Разиэля при перемещении последнего в портале Хронопласта (англ. Chronoplast time machine) и материализует в бывшем Сарафанском замке, где Таймстример (англ. Timestreamer) уже свил гнездо со своими наймитами. После непродолжительной перебранки и копании в юношеских воспоминаниях поиски Разиэля продолжаются. Ему предстоит сделать пару трудных выборов и несколько, в том числе и неприятных, открытий.

## Оценки
| Сводный рейтинг       | Сводный рейтинг | Сводный рейтинг | Сводный рейтинг |
| Издание               | Оценка          | Оценка          | Оценка          |
| Издание               | Общая           | PC              | PS2             |
| --------------------- | --------------- | --------------- | --------------- |
| GameRankings          |                 | 76,87 %         | 80,69 %         |
| Русскоязычные издания |                 |                 |                 |
| Издание               | Оценка          | Оценка          | Оценка          |
| Издание               | Общая           | PC              | PS2             |
| «Страна игр»          | 8,5/10          |                 |                 |